# Mater Dolorosa (Samsun)

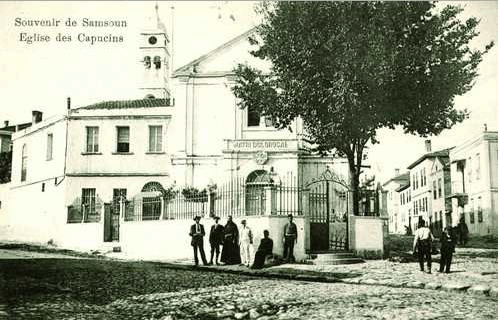
Eine Postkarte aus dem Osmanischen Reich mit der Außenansicht der Kirche

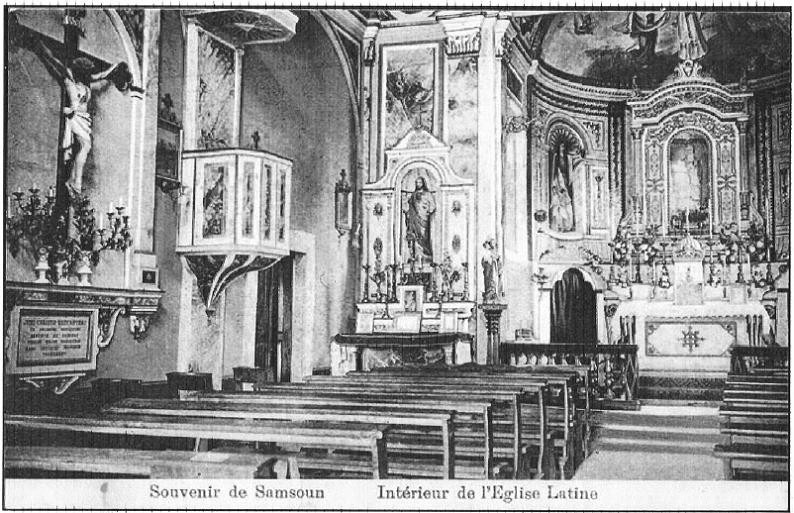
Inneres der Kirche

Die Katholische Kirche der Schmerzensmutter (türkisch Mater Dolorosa Katolik Kilisesi) liegt in der türkischen Stadt Samsun. Die 1861 errichtete Kirche ist dem Patrozinium Mariens als Mater Dolorosa geweiht und befindet sich im Stadtteil İlkadım; sie hat vier Kuppeln sowie zwei Glockentürme.

## Geschichte
Die Gründung der Kirche geht zurück auf das Jahr 1845, als in Georgien lebende Kapuziner italienischer Herkunft ihr Wohngebiet verlassen mussten und auf halber Strecke an der Schwarzmeerküste landeten, wo bereits in der Provinz Samsun Katholiken des lateinischen Ritus lebten, aber keine Kirche hatten.
Französische Maristen bauten 1851 hier eine Schule riefen Priester, die mit dem heiligen Josef verbunden waren, für die Bildung der Kinder zu Hilfe. Eine italienische Staatsbürgerin spendete ihr eigenes Grundstück für den Kirchenbau. Auf dem Gelände wurden eine Kirche aus Holz sowie ein Haus errichtet.
Sultan Murat V. erteilte für die Errichtung einer Kirche in Samsun eine Sondererlaubnis. Auf sein Geheiß wurde mit dem Bau einer kleinen Kirche von acht auf zwölf Metern begonnen. Die Wände der Kirche wurde mit Fresken ausgemalt. Die französische Botschaft übernahm die Verantwortung für den Schutz der Kirche. Nachdem der Bau der Kirche 1885 vollendet war, wurde neben der Kirche ein Kloster errichtet, wo die Ordensbrüder leben konnten, sowie ein zusätzliches Wohnhaus, in dem sich christliche Familien einmieten konnten. Zur gleichen Zeit wurde auch ein Friedhof angelegt. Im Jahre 1913 wurde die Kirche vom Komitee für Einheit und Fortschritt beschlagnahmt.
Die Priester mussten in zwei Zimmer umziehen, die baufällige Kirche durfte nicht repariert werden. Die profanen Bauten wurden von Jungtürken übernommen, von ihnen selbst genutzt oder vermietet.    Kirchen- und Klosterbereich des Gebäudes, wurden wegen Einsturzgefahr verlassen und von Seiten des Sultans beschlagnahmt. In dieser Zeit verblieben von den einst 30 % Prozent der Bevölkerung Samsuns ausmachenden Christen nur noch etwa einhundert. Davon waren siebzig US-Amerikaner sowie Italiener und 30 Armenier.
Nach der Ausrufung der Türkischen Republik durch  Mustafa Kemal Pascha wurde die Kirche wieder für den Gottesdienst geöffnet. Doch 1976, hundert Jahre nach Baubeginn, erteilte der Bürgermeister von Samsun, Kemal Vehbi Gül, den Befehl zum Abriss der Kirche. Es war geplant, das historisch bedeutsame Bauwerk Samsuns zu zerstören und an dessen Stelle einen Park zu errichten. Der Bürgermeister wollte die Kirche schleifen lassen. Auf Protest des apostolischen Nuntius und des italienischen Konsulats wurde die historisch wertvolle Kirche vor dem Abbruch bewahrt. 
Der für die Kirchen Anatoliens zuständige Pater Ruggero Franceschini entschied sich im Jahre 1998, die Kirche zu renovieren. Diese Renovierungsarbeit ist die erste große seit dem Bau der Kirche. Im Jahre 2006 wurde der Priester der Kirche, Pierre François Rene Brunissen, vom christenfeindlichen Attila Nur mit einem Messer angegriffen und verletzt, und kehrte wegen seines fortgeschrittenen Alters zur Erholung in seine Heimat zurück. Seitdem wird die Kirche von der italienisch-türkischen Matteoli-Familie verwaltet.